# 溢水镇 (洋县)
溢水镇，是中华人民共和国陕西省汉中市洋县下辖的一个乡镇级行政单位。

## 行政区划
溢水镇下辖以下地区：
尹家泉村、上溢水村、岭底村、西山村、垭河村、时家坡村、大庄坡村、刘家庄村、波溪村、棉花村、花园村、深溪村、后坝河村、桂峰村、西河村、桃园村、木家村、窑坪村、药树坝村、桂花村、油灯坝村和三岔河村。